# Vivian Tauschwitz
Vivian Tauschwitz (* 29. Juli 1994 in Flensburg) ist eine deutsche Politikerin (CDU) und seit 2025 Mitglied des Deutschen Bundestages.

## Leben
Tauschwitz absolvierte die Offizierausbildung zum Offizier des Truppendienstes der Heeresaufklärungstruppe. Im Rahmen ihrer Laufbahn studierte sie Politikwissenschaft im Bachelor-Studiengang und Internationale Beziehungen im Master-Studiengang an der Helmut-Schmidt-Universität/Universität der Bundeswehr Hamburg. Danach war sie bis Sommer 2024 Drohnen-Offizier in der 2. Kompanie (Spähkompanie) des Aufklärungslehrbataillons 3 in Lüneburg eingesetzt und wechselte dann in die Abteilung S 2 (Militärisches Nachrichtenwesen) im Stab des Bataillons. Mit Einzug in den Deutschen Bundestag ruht ihr Dienstverhältnis als Soldat
im Rang eines Hauptmannes des Heeres.
Tauschwitz ist Ratsmitglied im Gemeinderat von Bispingen, stellvertretende Kreisvorsitzende der CDU im Heidekreis, stellvertretende Vorsitzende der CDU im Gemeindeverband Bispingen und Kreisvorsitzende der Frauenunion.
Tauschwitz kandidierte bei der Bundestagswahl 2025 im Bundestagswahlkreis Rotenburg I – Heidekreis, wo sie mit 27,3 Prozent der Erststimmen sich nicht gegen den SPD-Bundesvorsitzenden Lars Klingbeil (42,1 Prozent) durchsetzen konnte. Stattdessen zog sie über Platz 10 der CDU-Landesliste Niedersachsen in den 21. Deutschen Bundestag ein. Dort ist sie ordentliches Mitglied im    Ausschuss für die Angelegenheiten der Europäischen Union und im Verteidigungsausschuss sowie stellvertretendes Mitglied im Verkehrsausschuss.
Tauschwitz wohnt mit ihrem Ehemann in Bispingen. Während des Wahlkampfes 2025 war sie schwanger.